# Tschegemskaja Prawda
Die Tschegemskaja Prawda (russisch Чегемская правда) ist eine russischsprachige Wochenzeitung in Abchasien. Sie wurde 2004 von Inal Chaschig gegründet, hat eine Auflage von etwa 1.300 und gilt als unabhängiges, investigatives und regierungskritisches Blatt. Journalisten der Zeitung wurden in der Vergangenheit mehrmals bedroht.